# Угловатка
Угло́ватка (укр. Углуватка) — село в Уманском районе Черкасской области Украины.
Почтовый индекс — 20011. Телефонный код — 4745.

## Население
Население по переписи 2001 года составляло 791 человек.

### Языковой состав
Родной язык населения по данным переписи 2001 года:
| Язык       | Численность, чел. | Доля     |
| ---------- | ----------------- | -------- |
| Украинский | 776               | 98,10 %  |
| Русский    | 15                | 1,90 %   |
| Итого      | 791               | 100,00 % |

## Местный совет
20011, Черкасская обл., Христиновский р-н, с. Угловатка